# America (Holandia)
America – holenderska wieś na północy Limburgii, w gminie  Horst aan de Maas. Gmina ta jest powierzchniowo jedną z największych w Limburgii i leży pomiędzy granicami miast Venlo i Venray. America położona jest przy linii kolejowej Venlo–Eindhoven i miała dawniej stację kolejową. Miejscowość liczy 2085 mieszkańców.